# Вестфальський мир
Вестфа́льський мир 1648 (нім. Westfälischer Friede вимова [vɛstˈfɛːlɪʃɐ ˈfʁiːdə] ( прослухати)) — завершив Тридцятилітню війну 1618—1648 років. Підписаний у Мюнстері 24 жовтня 1648 року.

## Історія

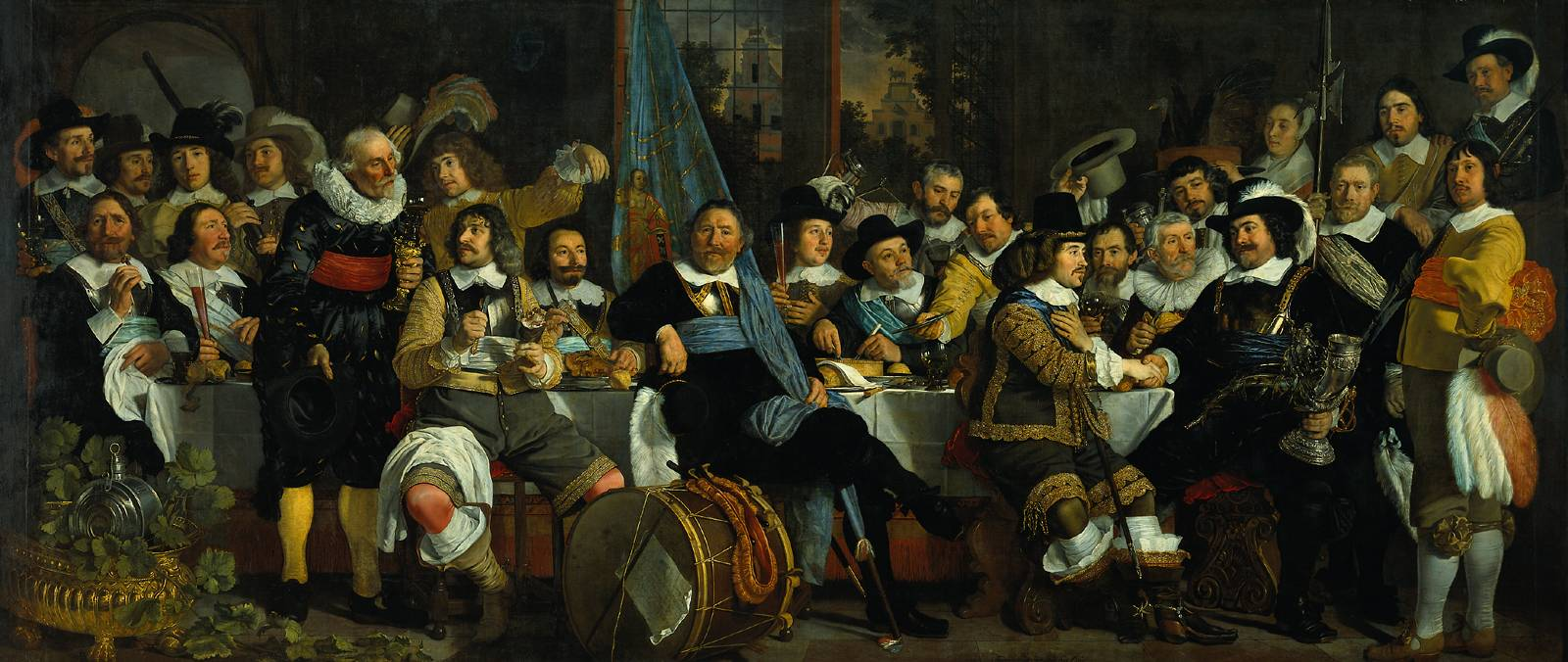
Мир у Мюнстері, картина Хальста, XVII ст.

Ще в 1638 році Папа Римський і данський король закликали до припинення війни. Два роки після цього ідею підтримав німецький рейхстаг, який зібрався вперше після тривалої перерви. 25 грудня 1641 року відбулося підписання попереднього мирного договору, за яким імператор, що представляв також Іспанську імперію, а, з другого боку, Шведська імперія і Французьке королівство заявили про свою готовність скликати у вестфальських містах Мюнстері та Оснабрюці конгрес для укладення загального миру. У Мюнстері велися переговори між Французьким королівством і імператором. В Оснабрюці — між імператором і Шведською імперією.
Гостра боротьба розгорнулася вже навколо питання про те, хто має право брати участь у роботі конгресу. Франції і Швеції вдалося подолати опір імператора й домогтися запрошення князів імперії.

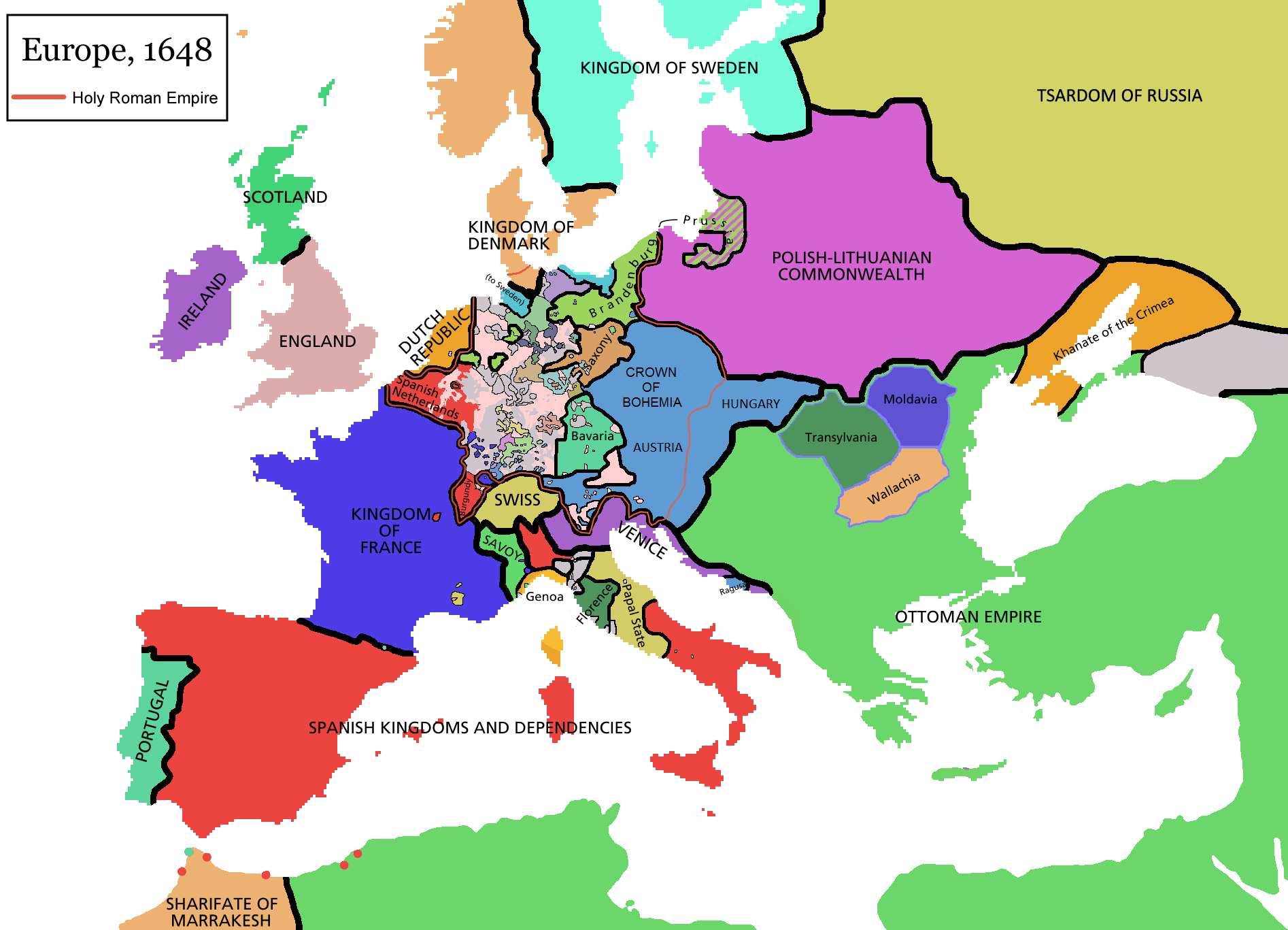
Мапа Європи після підписання Вестфальського миру 1648 року

У підсумку конгрес вийшов найбільш представницькою нарадою в історії Європи: на ньому були присутні делегації 140 суб'єктів імперії та 38 інших учасників.
Імператор Фердинанд III Габсбург був готовий піти на великі територіальні поступки (більші, ніж довелося віддати насправді), але Франція зажадало таких поступок, про які він спочатку навіть не думав.
Імператор повинен був відмовитися від підтримки Іспанської імперії і не втручатися в справи Бургундії, яка формально була частиною імперії. Національні інтереси взяли гору над династичними. Імператор підписав усі умови фактично сепаратно, без іспанського кузена.
Укладений 24 жовтня 1648 року одночасно в Мюнстері та Оснабрюці мирний договір увійшов в історію під найменуванням Вестфальського.

Священна Римська Імперія в 1648 році

Окремий договір, підписаний дещо раніше, припиняв війну між Іспанською імперією і Нідерландами. Вони, а також Швейцарія, визнавалися незалежними державами. Неврегульованою залишилася тільки війна між Іспанською імперією і Французьким королівством, яка тривала до 1659 року.
За умовами миру, Франція отримала Південний Ельзас і лотаринзькі єпископства Мец, Туль і Верден, Шведська імперія — острів Рюген, Західну Померанію і герцогство Бремен, плюс контрибуцію в 5 млн талерів. Саксонське курфюрство — Лузацію, Бранденбурзьке маркграфство — Східну Померанію, Магдебурзьке архієпископство і Мінденське єпископство. Баварське герцогство — Верхній Пфальц, баварський герцог став курфюрстом.

## Значення
Сучасні історики розглядають Вестфальський мир як подію, яка заклала основи сучасного світового порядку — поділу світу на національні держави і появу пов'язаних з цим принципів міжнародного права. У деякому розумінні саме Вестфальський мир заклав основи сучасної Європи, більша частина якої входила в ті часи до сфери впливу Священної Римської Імперії.
Цей мир фактично зрівняв у правах реформоване християнство (різні протестантські церкви) з римо-католицьким християнством. На міжнародному рівні був визнаний принцип — чия держава, того й віра. Окрім того, в міжнародній політиці з'явилось поняття Вестфальська система, яка забезпечувала суверенітет держави на своїй території.
Вивчаючи Вестфальський мир і Тридцятилітню війну в Європі, слід пам'ятати про інші події, які відбувалися в той час: англійська революція під проводом Кромвеля та українська визвольна війна під проводом Богдана Хмельницького, яка зробила свій внесок у розвал Речі Посполитої.